# Заречный (Агаповский район)
Заречный — посёлок в Агаповском районе Челябинской области. Входит в состав Буранного сельского поселения.

## География
Через поселок течет река Гумбейка. На расстоянии 34 км расположен районный центр село Агаповка. 

## История
Поселок основан в 1930-х годах при сельхозкомбинате Гумбейского рудоуправления. 
В начале 1950-х годов на его территории размещалось 6-е отделение совхоза «Буранный». 
Официально поселок зарегистрирован и назван в 1963 году.

## Население
| 1970 | 1995 | 2002 | 2010 |
| ---- | ---- | ---- | ---- |
| 158  | ↘54  | ↘51  | ↘43  |

## Улицы
- Дачная,
- Молодежная,
- Центральная.